# Norvell Austin
Norvell Austin (Pensacola, 9 marzo 1951) è un ex wrestler statunitense, conosciuto per aver combattuto nella World Class Championship Wrestling negli anni ottanta, principalmente nella divisione tag team. Austin fu inoltre uno dei membri originali dei Midnight Express dal 1981 al 1983..

## Carriera

### Inizi (1971–1981)
Austin cominciò la sua carriera nel wrestling nel 1971 nelle zone di Florida e Alabama. All'epoca, i lottatori afroamericani nel sud degli Stati Uniti venivano utilizzati in modi molto specifici. Erano limitati principalmente a lottare con altri afroamericani e se dovevano lottare con avversari bianchi, dovevano comunque essere sempre dei favoriti dai fan, che non potevano imbrogliare o usare mezzi subdoli per battere i loro avversari bianchi. Queste restrizioni fecero sì che Austin lavorasse come face inizialmente e principalmente nelle competizioni per singoli poiché a quel tempo non venivano utilizzati i tag team afroamericani.
Alla fine del 1971, insieme a un uomo che lottava da tempo per l'uguaglianza nel wrestling, il veterano Sputnik Monroe, formò un tag team, ma ciò che era unico all'epoca, era che si trattava di una coppia di heel ("cattivi") formata da un bianco e un nero. Norvell si tingeva una ciocca bionda tra i capelli per abbinarla a quelli di Monroe e suggeriva persino che potesse essere suo figlio. La coppia vinse la versione NWA Mid-America dell'NWA Southern Tag Team Championship sconfiggendo Bearcat Brown e Len Rossi nel maggio 1972. Persero le cinture in favore di Karl e Kurt Von Brauner circa un mese dopo. Vincere l'oro del tag team non fu l'unico risultato ottenuto da Austin e Monroe mentre si trovavano nella Mid-America, in quella che fu un'inversione di un famigerato angle che vide "The Interns" dipingere Bearcat Brown con della vernice bianca, il duo heel lasciò cadere della vernice nera sul lottatore bianco Robert Fuller. Ciò portò Sputnik Monroe ad affermare che "Il nero è bello" a cui Norvell Austin rispose "Il bianco è meraviglioso", affermazione che sarebbe diventata uno slogan per la squadra. Austin e Monroe riscossero successo anche fuori dai confini dell'Alabama dove aveva sede la NWA Mid-America, principalmente in Florida dove lottarono nella Championship Wrestling from Florida. In Florida il team conquistò l'NWA Florida Tag Team Championship il 10 ottobre 1972, battendo Robert Fuller e Jimmy Golden. Detennero le cinture fino al 16 novembre 1972, quando furono sconfitti da Jack e Jerry Brisco.
Il 1º ottobre 1973 Austin conquistò il primo titolo da singolo diventando campione NWA Mississippi Heavyweight, cosa che contribuì a consolidare Norvell come uno dei pionieri nell'abbattere le barriere razziali nel wrestling sudista. Nel 1975 fece coppia con Rocket Monroe (il "fratello" (kayfabe) di Sputnik nella storyline) vincendo la versione della Gulf Coast Championship Wrestling dell'NWA United States Tag Team Championship. Dopo aver lavorato insieme per tre anni, Austin decise di tornare a lottare da singolo ponendo fine alla sua associazione con Sputnik Monroe.

### The Midnight Express (1981–1983)
Nel 1980 si formò un nuovo team nella Southeast Championship Wrestling quando il precedente partner di Dennis Condrey, Don Carson, decise di ritirarsi dal ring. Condrey fece quindi coppia con Randy Rose e i due vinsero l'NWA Southeast Tag Team Championship poco tempo dopo. Il tag team ebbe un feud con Austin (che all'epoca lottava come "The Junkyard Dog" prima che Sylvester Ritter iniziasse ad usare lo stesso ring name con maggiore successo). Egli reclutò vari partner come Paul Orndorff, nel tentativo di detronizzare Condrey & Rose. Adottò l'identità del lottatore mascherato "The Shadow" e insieme a Brad Armstrong riuscì a strappare loro le cinture Southeast Tag Team il 4 maggio 1981, per poi perderle il 27 luglio 1981, quando Condrey e Rose riconquistarono i titoli. Dopo la sconfitta, Austin tradì Armstrong per unirsi a Condrey e Rose così da formare la stable dei The Midnight Express. I tre uomini conquistarono insieme l'AWA Southern Tag Team Championship nella CWA. Furono poi sconfitti da Bobby Eaton e Sweet Brown Sugar prima di tornare nella Southeastern Championship Wrestling nella primavera del 1982.
Nella SCW i Midnight Express vinsero i titoli NWA Southeastern Tag Team per altre sei volte.

### Pretty Young Things (1983–1985)
La prima incarnazione dei Midnight Express si sciolse alla fine del 1983 quando Norvell Austin tornò nella CWA di Memphis e Dennis Condrey si trasferì nella Mid-South Wrestling. A Memphis Austin entrò a far parte della fazione The First Family di Jimmy Hart.
Durante un torneo a coppie nel 1984, Austin lottò in tag team con il wrestler mascherato di nome Stagger Lee contro i "Fargo's Fabulous Ones" (Tommy Rich & Eddie Gilbert). Nel corso del match Stagger Lee perse la maschera e si rivelò essere Koko B. Ware, cosa che lo spinse ad effettuare un turn heel diventando uno dei "cattivi". Austin e Ware divennero un tag team fisso e presero il nome "Pretty Young Things" (o "PYT Express"). I due cominciarono ad indossare giubbotti di pelle rossi e un singolo guanto bianco ciascuno ad ovvia imitazione di Michael Jackson.
Il team riuscì a sconfiggere Elijah Akeem & Kareem Mohammad conquistando i titoli AWA Southern Tag Team nel febbraio 1984, anche se rimasero campioni per meno di due settimane prima di essere sconfitti da Akeem e Mohammad nel rematch. I PYT Express rimasero a Memphis per qualche tempo per poi spostarsi in altre compagnie come la World Class Championship Wrestling in Texas e la Championship Wrestling from Florida. Il 26 febbraio 1985, Austin & Ware sconfissero Jay & Mark Youngblood vincendo l'NWA Florida United States Tag Team Championship. Due settimane dopo, la coppia cedette i titoli agli Youngblood.
Quindi i Pretty Young Things tornarono nella federazione dove si erano conosciuti, la Continental Wrestling Association, dove vinsero l'AWA Southern Tag Team in due occasioni, sconfiggendo in entrambi i casi The Fabulous Ones (Steve Keirn & Stan Lane).

### Carriera successiva (1985–1986, 2004)
Alla fine dell'estate 1985 i Pretty Young Things si separarono poiché Austin tornò nella Southeast Championship Wrestling. Lì fece coppia con Brickhouse Brown dando forma al tag team denominato "Soul Patrol". Il 23 settembre 1985, i Soul Patrol sconfissero i Nightmares conquistando l'NWA Southeast Tag Team Championship (decima volta per Austin), per poi perdere le cinture una settimana dopo. Quando i Soul Patrol si sciolsero, Austin restò coinvolto in una storyline con "Exotic" Adrian Street.
Alla fine del decennio, Norvell Austin si ritirò dal wrestling, ma fece ancora qualche sporadica apparizione speciale nel corso degli anni, come il 25 settembre 2004, quando in coppia con Randy Rose sconfisse il team composto da Texas Roughrider e Luke Goldberg nella Continental Wrestling.

## Personaggio

### Mossa finale
- Diving headbutt

### Manager
- Jimmy Hart
- Percival Pringle III

## Titoli e riconoscimenti
- Championship Wrestling from Florida
  - NWA Florida Tag Team Championship (1) – con Sputnik Monroe[4]
  - NWA United States Tag Team Championship (Florida version) (1) – con Koko B. Ware[4]
- Gulf Coast Championship Wrestling / Southeastern Championship Wrestling / Continental Championship Wrestling
  - NWA Mississippi Heavyweight Championship (1[4]
  - NWA Southeastern Heavyweight Championship (Northern Division) (1)[4]
  - NWA Southeastern Tag Team Championship (10) – con Jimmy Golden (1), Paul Orndorff (1), Brad Armstrong (1), Dennis Condrey (3), Randy Rose (3), Brickhouse Brown (1)[4]
  - NWA Southeastern United States Junior Heavyweight Championship (2)[4]
  - NWA Tennessee Tag Team Championship (1) – con Butch Malone[4]
  - NWA United States Tag Team Championship (Gulf Coast-Version) (1) – con Rocket Monroe[4][10]
- NWA Mid-America / Continental Wrestling Association
  - AWA Southern Tag Team Championship (6) – con Bill Dundee (1), Dennis Condrey (1), Randy Rose (1) e Koko B. Ware (3)[11][12]
  - NWA Southern Tag Team Championship (Mid-America version) (2) – con Sputnik Monroe (1) e Pat Barrett (1)[11][12]